# رماح (أبو ظبي)
رماح منطقة إماراتية تتبع مدينة العين التابعة لإمارة أبوظبي في الإمارات العربية المتحدة.

## نبذة عامة
تعد رماح من المناطق البعيدة عن محيط مدينة العين، تقع المدينة في منتصف الطريق بين أبوظبي والعين، تتوافر في المدينة العديد من المرافق الخدمية والبنية التحتية بالإضافة إلى المرافق السياحية التي تحتويها، ومن ضمنها منتجع صحراوي ضخم يحاكي الحياة التقليدية لسكان الإمارات.
تحتوي المدينة على التابع لمؤسسة التنمية الأسرية الإماراتية، ويغطي بخدماته كل من منطقة اليحر الساد أبو سمرة الخزنة الختم، ويهتم المركز بتقديم الخدمات والبرامج لجميع أفراد الأسرة من مختلف الفئات العمرية. كما تحتوي المدينة على منتجع تلال العين، والذي يعتبر أول منتجع إماراتي متكامل بتصنيف خمسة نجوم للسياحة الصحراوية والتراثية، ويعتبر الأول من نوعه في الشرق الأوسط في تقديم مفهوم سياحة الصحراء والتراث والصيد، يحتضن المنتجع مدرسة محمد بن زايد للصقارة وفراسة الصحراء، التي تم تدشينها بحضور ممثلين من الاتحاد العالمي للصقارين، يمتد المنتجع على مساحة 52 كيلومتر مربع ويضم 25 فيلا، ويقدم المنتجع سياحة الصيد عبر ما يضمه من مناطق مخصصة للصيد داخل الحزام الخاص بالمنتجع.